# Ястребенька
Ястребе́нька (укр. Яструбенька) — село на Украине, находится в Брусиловском районе Житомирской области.
Код КОАТУУ — 1820988001. Население по переписи 2001 года составляет 208 человек. Почтовый индекс — 12614. Телефонный код — 4162. Занимает площадь 16 км².

## Адрес местного совета
12614, Житомирская область, Брусиловский район, с.Ястребенька, ул.Ленина, 24